# Аланъярви
Аланъярви — пресноводное озеро на территории Юшкозерского сельского поселения Калевальского района Республики Карелии.

## Общие сведения
Площадь озера — 1,9 км², площадь водосборного бассейна — 14,7 км². Располагается на высоте 89,6 метров над уровнем моря.
Форма озера лопастная, продолговатая: оно вытянуто с северо-востока на юго-запад. Берега преимущественно заболоченные.
С северо-западной стороны озера вытекает безымянная протока, впадающая с правого берега в реку Кемь.
К северу от озера проходит автодорога местного значения 86К-4 («Кепа — Юшкозеро — Боровой — Костомукша»).
Код объекта в государственном водном реестре — 02020000911102000005728.